# Туран, Пал
Пал Туран (венг. Turán Pál; 1910—1976) — венгерский математик, основатель экстремальной теории графов (Extremal combinatorics).
В 1940 году из-за своего еврейского происхождения был арестован фашистами и отправлен в трудовой лагерь в Трансильвании, впоследствии его несколько раз переводили в другие лагеря. В заключении Туран придумал несколько своих лучших теорий, опубликовать которые смог уже после войны.
На протяжении 46 лет сотрудничал с коллегой венгерским математиком Палом Эрдёшем, вместе они опубликовали 28 работ.

## Биография

### Ранние годы
Родился 18 августа 1910 года в Будапеште в еврейской семье. Рано проявил выдающиеся математические, уже в средней школе был лучшим учеником. 1 сентября 1930 года на математическом семинаре в Университете Будапешта познакомился с Палом Эрдёшем; они будут сотрудничать 46 лет и выпустят вместе 28 научных работ.
Окончил Будапештский университет в 1933 году с дипломом преподавателя математики. В том же году опубликовал две серьёзные научные работы в журналах американского и лондонского математических обществ. В 1935 году защитил диссертацию под руководством Липота Фейера. Будучи евреем, Туран долгое время не мог получить постоянную работу и зарабатывал на жизнь репетиторством, готовя абитуриентов и студентов к экзаменам. Только в 1938 году ему удалось устроиться в школу подготовки раввинов в Будапеште помощником учителя, к тому моменту он имел уже 16 серьёзных научных публикаций и международную славу как один из ведущих математиков Венгрии.
В 1939 году Туран женился на Кобор Кляйн, в браке родился их общий сын — Роберт.

### Годы Второй мировой войны
Уже в сентябре 1940 года Туран был интернирован в трудовой лагерь. Как он вспоминал позднее, 5 лет в трудовых лагерях в конечном итоге спасли ему жизнь: благодаря им он не оказался в концлагере, где за годы Второй мировой войны были убиты 550 тысяч из 770 тысяч венгерских евреев. В 1940 году Туран попал в Трансильванию на строительство железных дорог. Впоследствии он рассказывал, что однажды на укладке шпал другой заключённый обратился к нему по фамилии, говоря, что тот работает крайне неуклюже. Стоявший рядом офицер Джозеф Винклер переспросил фамилию, а затем спросил Турана, не математик ли он. Оказалось, что Винклер в молодости участвовал в математических конкурсах, в мирное время работал инженером, а также корректором в издательстве, где печатался научный журнал, публиковавший статьи Турана. Винклер постарался помочь учёному и добился его перевода на более лёгкую работу — на склад лесопилки, где он должен был показывать носильщикам нужные по размеру брёвна. В этот период Туран сочинил и частично смог записать длинный доклад на тему Дзета-функции Римана. В дальнейшем Турана несколько раз переводили в другие лагеря. Как он вспоминал позднее, сохранить рассудок ему удавалось только благодаря математике, решая в голове задачи и обдумывая проблемы.
В июле 1944 года Туран работал на кирпичной фабрике близ Будапешта. Задачей его и других заключённых было возить вагонетки с кирпичом из печей на склады по рельсам, которые в нескольких местах пересекались с другими путями. В местах пересечений вагонетки «подпрыгивали» и часть кирпичей высыпалась, доставляя массу проблем работникам. Эта ситуация заставила Турана размышлять, как можно было бы достичь минимального числа пересечений для m печей и n складов (всерьёз работать над этой проблемой он смог только после войны, в 1952 году).
Турана освободили в 1944 году, после чего он смог вернуться на работу в раввинскую семинарию в Будапеште.

### После войны
В 1945 году Туран был назначен приват-доцентом Будапештского университета, а в 1949 году стал профессором. В первые послевоенные годы в Венгрии силу набирал сталинский режим, улицы патрулировали солдаты. Случалось, что случайных людей хватали и отправляли в исправительные лагеря в Сибирь. Однажды подобный патруль остановил и Турана, который шёл домой из университета. Солдаты стали допрашивать математика, а потом заставили предъявить содержимое портфеля. Увидев среди бумаг репринт статьи из советского журнала, солдаты предпочли отпустить математика. О том дне в переписке с Эрдёшем Туран рассказал только «наткнулся сегодня на чрезвычайно занятный способ применения теории чисел…».
В 1952 году Туран женился во второй раз — на математике Вере Шош, в 1953 году у них родился сын Дьёрдь (впоследствии — профессор математики в Иллинойсском университете в Чикаго). Супруги опубликовали несколько совместных научных работ.
Как вспоминал один из его студентов, Туран был очень увлечённым и активным человеком — летом он проводил математические семинары у бассейна между тренировками по плаванию и гребле. В 1960 году он отметил своё 50-летие и рождение третьего сына заплывом через Дунай.
Туран входил в редакторские коллегии ведущих математических журналов, как приглашённый профессор он работал во многих лучших университетах мира, был членом Польского, Американского и Австрийского математических обществ. В 1970 году его пригласили в комитет Филдсовской премии. Также Туран основа и до конца жизни был президентом Математическое общество имени Яноша Бойяи.
Около 1970 года у Турана была диагностирована лейкемия, однако о диагнозе лечащий врач сказал только жене. Она решила не рассказывать мужу о его болезни. Вера Шош рассказала другу и многолетнему соавтору Турана Палу Эрдёшу о диагнозе только в 1976 году. Шош была уверена, что Туран был слишком влюблён в жизнь и о новости о своей смертельной болезни впал бы в отчаяние и не смог бы полноценно работать. Однако, как парировал Эрдёш, Туран не терял силы духа даже в условиях фашистских лагерей и придумал в них свои блестящие теории. Этвёш глубоко сожалел, что от Турана скрыли его болезнь, потому что тот откладывал некоторые работы и книги «на потом», надеясь, что вскоре будет чувствовать себя лучше, и так в итоге и не смог их закончить. Пал Туран умер в Будапеште 26 сентября 1976 года.

## Научная деятельность
Названо в его честь
- Теорема Турана — теорема, оценивающая максимальное число ребер в графе, не содержащем в себе подграфа {\displaystyle K_{n}}.
- Сито Турана[англ.] — это метод для оценки размеров «просеянных наборов» натуральных чисел, который удовлетворяет условиям, выраженным в конгруэнции.
- Проблема Турана о кирпичном заводе — задача нахождения минимального числа рёбер при изображении полного двудольного графа на плоскости.

Теория чисел
В 1934 году разработал Сито Турана и дал новое простое доказательство теоремы Харди — Рамануджана о числе различных простых делителей числа n.
Теория графов
Туран считается основоположником экстремальной теории графов. Его теорема о числе ребер — одна из самых важных теорем этой теории.
Мощность
Туран разработал метод суммирования мощностей для работы над гипотезами Римана.

## Публикации
Туран является автором 245 научных публикаций, среди них:
- Теория чисел (1970)
- Новый метод анализа и его приложений. Суммирование мощностей.(1984)
- Сборник трудов Пала Турана (Эрдёш) (1990).

## Награды
- Премия Кошута (1948, 1952)
- Szele Tibor-emlékérem[венг.] (1975)

## Комментарии
1. ↑  Тамаш Туран (род. 1960), философ и гебраист в Центре иудаики Института меньшинств Венгерской Академии наук.[16]